# ورش (سورلجیگ)
ورش (سورلجیگ) (به لاتین: Varoš (Svrljig)}} یک عوارض جغرافیایی در صربستان است که در Svrljig واقع شده‌است.

## خصوصیات
ورش ۱۶۸ نفر جمعیت دارد.